# Protocole sur la culture et le traitement des fèves de cacao

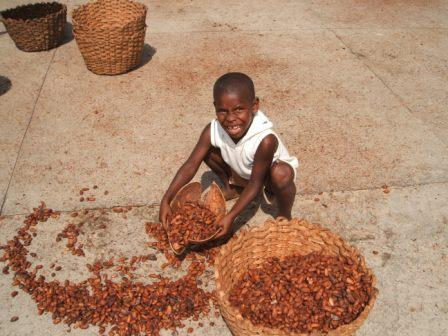
Enfant ramassant du cacao à Chuao, Venezuela.

Le protocole Harkin-Engel ou le protocole sur la culture et le traitement des fèves de cacao et de leurs produits dérivés conforme à la Convention 182 de l'Organisation international du Travail sur l'interdiction et l'intervention immédiate contre les pires formes de travail des enfants est un engagement volontaire signé en 2001 par d'importants acteurs de l'industrie du cacao et du chocolat, sous l'impulsion du député à la Chambre des représentants des États-Unis Eliot Engel et du sénateur américain Tom Harkin avec l'appui du sénateur Herbert Kohl. La signature de ce protocole faisait suite à des rapports médiatiques et autres selon lesquels le cacao en provenance d'Afrique de l'ouest et qui constituait la matière première pour la plus grande partie du chocolat consommé aux États-Unis était souvent le produit du travail d'enfants et même que les enfants en question étaient souvent originaires d'un pays voisin, qu'ils avaient souvent été l'objet de la pratique qui se nomme trafic d'enfants et qu'ils travaillaient dans des conditions s'apparentant à de l'esclavage.
La signature du Protocole a été suivie par le rapport sur la situation sur le terrain par l'Institut international d'agriculture tropicale d'Ibadan, Nigeria, et par la création en 2002 de l'International Cocoa Initiative, dont l'objectif est « d’éliminer les pires formes de travail des enfants et de travail forcé dans la culture et la transformation des fèves de cacao ». Les chocolatiers n'ont finalement pas été en mesure de respecter l'engagement de l'Article 6 du Protocole « en accord avec les autres délais prescrits dans [le Protocole], au plus tard le 1er juillet 2005, [de s'associer] avec les autres principaux acteurs pour développer et mettre en œuvre des normes crédibles, acceptables par tous, volontaires, à l'échelle de tout le secteur, conformes aux lois fédérales en vigueur, normes selon lesquelles les fèves de cacao et leurs produits dérivés ont bien été cultivés et/ou traités sans pratiquer les pires formes de travail des enfants ».